# Kwetshage
Kwetshage is een natuurgebied in Varsenare, een deelgemeente van Jabbeke in de provincie West-Vlaanderen.
Het betreft een gebied van 70 hectare polderland, gelegen ten zuiden van het Kanaal Brugge-Oostende. Het gebied, dat beheerd wordt door het Agentschap Natuur en Bos, maakt deel uit van de beheerseenheid Blankenbergse Polder Zuid.
Kwetshage bestaat uit poldergraslanden. In 2013 werd nog 4 hectare rietmoeras aangelegd in het kader van natuurcompensatiemaatregelen.
Van de plantensoorten kan waterkruiskruid worden genoemd. De rietzanger is een veel voorkomende broedvogel.

## Geschiedenis
In de jaren '70 werden er op deze locatie de Spookbruggen van Varsenare gebouwd, die er tot 2011/2012 stonden.
Het gebied is natuurcompensatie na de aanleg van de A11 en het uibreiden van de achterhaven van Zeebrugge. De inrichting hiervan startte in 2022.

## Galerij

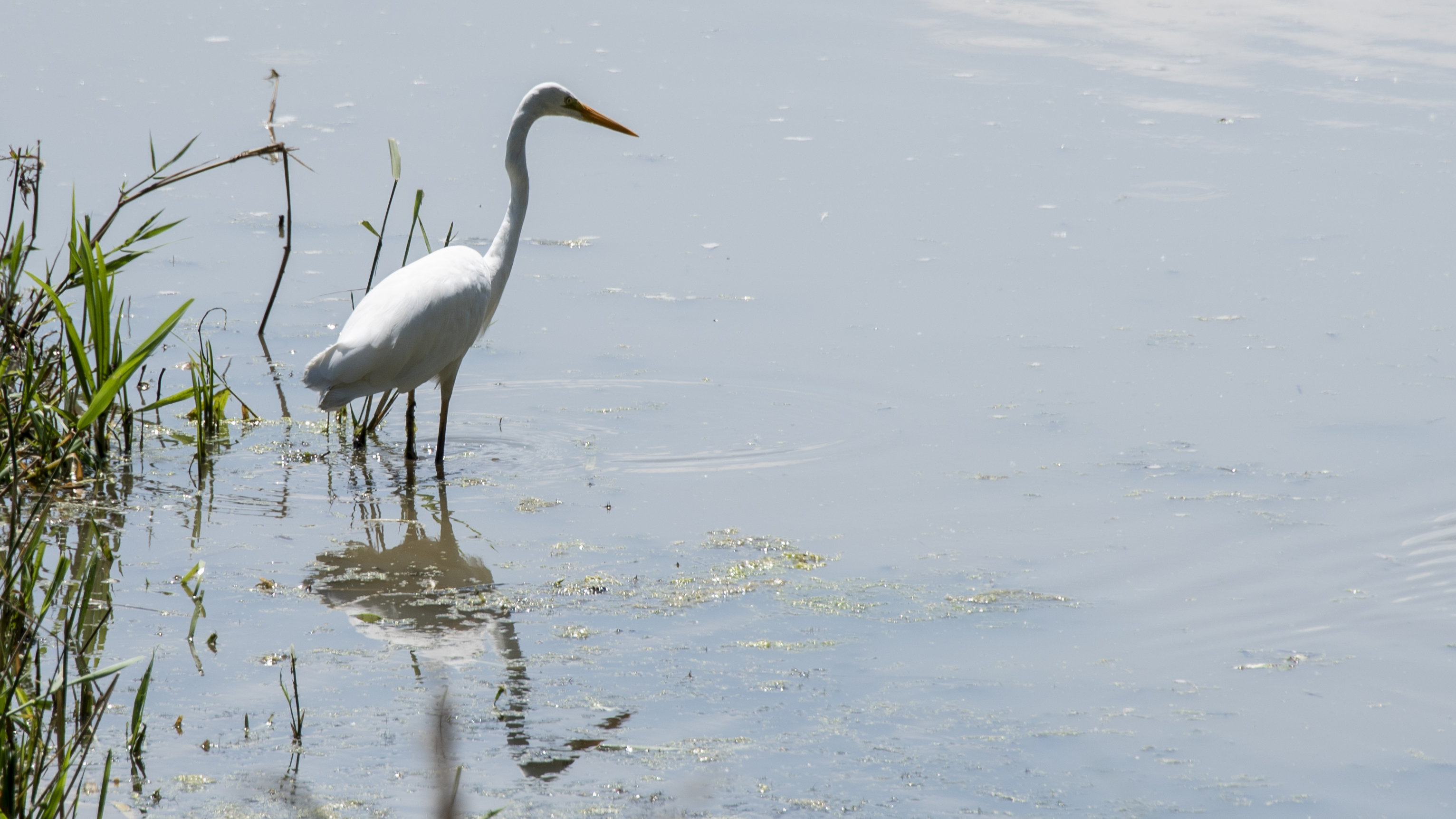
Zilverreiger in Kwetshage
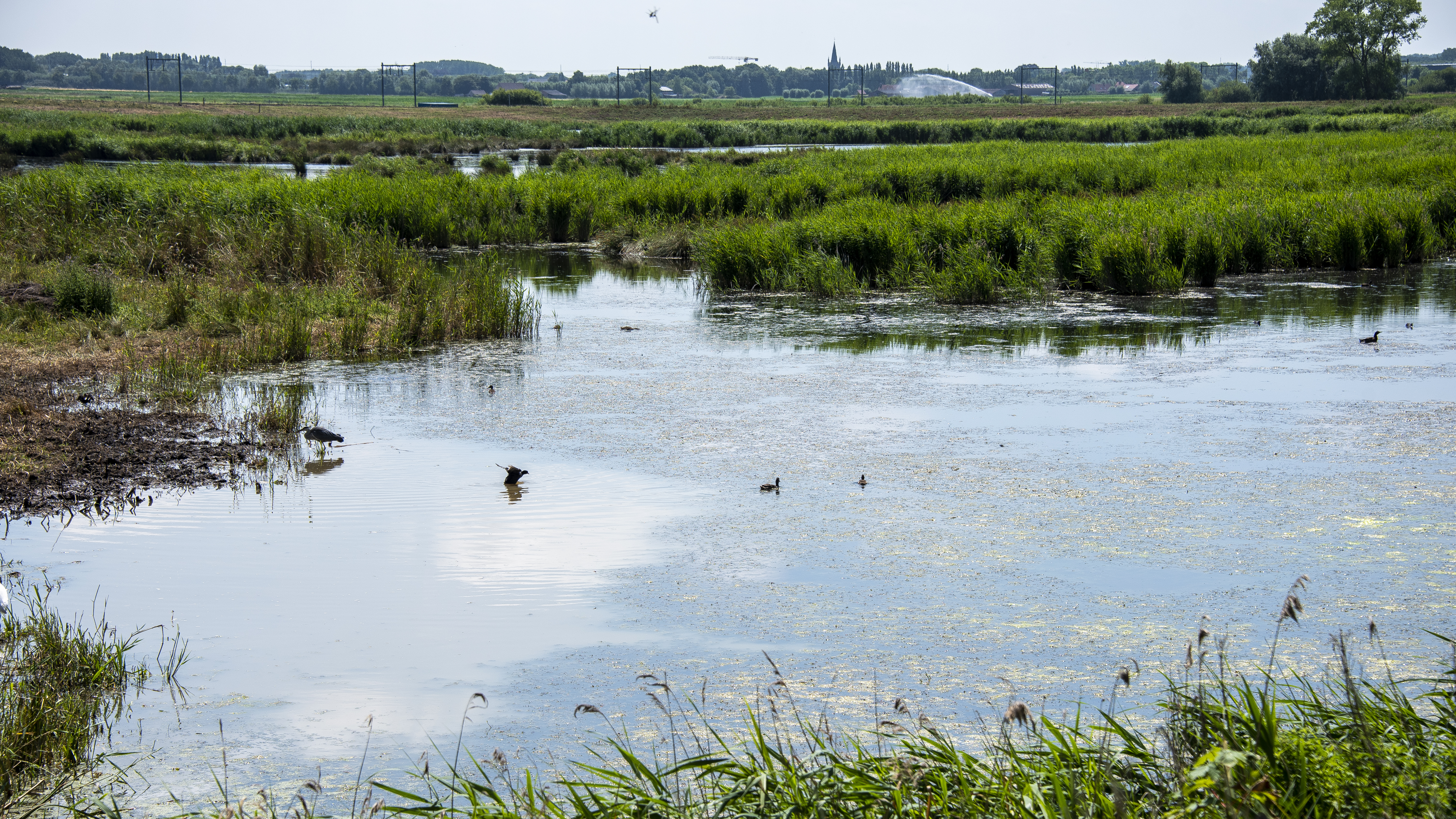
Kwetshage
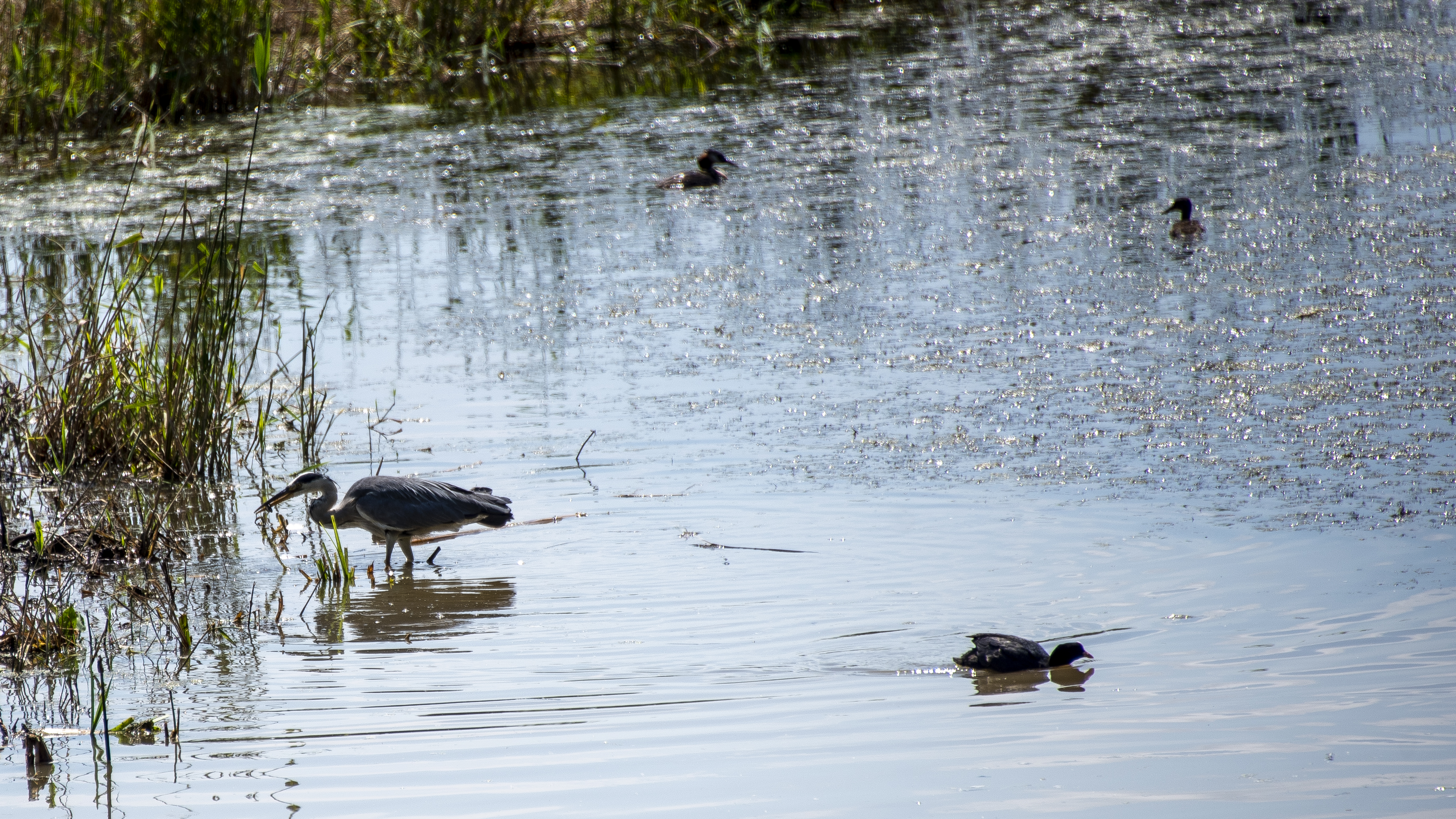
Kwetshage